# Goldene Kamera 1982
Die Verleihung der Goldenen Kamera 1982 fand am 24. Februar 1983 im Verlagshaus der Axel Springer GmbH in Berlin statt. Es war die 18. Verleihung dieser Auszeichnung. Das Publikum wurde durch den Verleger Axel Springer begrüßt. Die Verleihung der Preise sowie die Moderation übernahm Werner Veigel. An der Veranstaltung nahmen etwa 450 Gäste teil. Die Verleihung wurde nicht im Fernsehen übertragen. Die Leser wählten in der Kategorie Bester Politik-Moderator ihren Favoriten.

## Preisträger

### Schauspieler
- Carl-Heinz Schroth – Jakob und Adele

### Schauspielerin
- Dana Vávrová – Ein Stück Himmel
- Brigitte Horney – Jakob und Adele
- Maria Schell – Frau Jenny Treibel und Besuch der alten Dame

### Beste/r Autor/in
- Horst Krüger – Kurfürstendamm
- Marlene Linke – Das Erlanger Wunschkind

### Bester Autor und Moderator
- Heinz Sielmann – Expeditionen ins Tierreich

### Bester Produzent
- Wolfgang Rademann – Das Traumschiff

### Bester Politik-Moderator
- Friedrich Nowottny (1. Platz der Hörzu-Leserwahl)

### Bester Sänger und Schauspieler
- Hermann Prey – Mein Bruder und ich

### Bester TV-Unterhalter
- Rudi Carrell – Rudis Tagesshow

### Ehrenkamera „30 Jahre Fernsehen“
- Walter Bruch
- Angelika Feldmann
- Lorne Greene
- Irene Koss
- Robert Lembke
- Patrick Macnee
- Toni Sailer
- Friedrich Schütter
- Pelé

## Sonstiges
- Vergabe einer Miniaturausgabe der Goldenen Kamera zum Anlass „30 Jahre Fernsehen“

## Weblink
- Goldene Kamera 1983 – 18. Verleihung